# Етилдихлороарсин
Ети́лдихло́роарси́н — арсенорганічна сполука складу C2H5AsCl2. Має токсичну дію на шкіру та органи дихання. У період Першої світової війни застосовувалася збройними силами Третього Рейху як отруйна речовина шкірно-наривної, а також задушливої дії. У контексті військового застосування має позначення ED.

## Історія
Вперше етилдихлороарсин отримав у 1881 році В. Ла Кост. Ще до початку Першої світової війни стосовно нього, а також алкільних аналогів — метил- і фенілдихлороарсину, вже проводилися токсикологічні дослідження.
У бойових діях етилдихлороарсин вперше був застосований в артилерійських снарядах навесні 1918 року німецькою стороною, під кодовою назвою DICK. Він використовувався як окрема бойова отрута, так і у поєднанні з іншими агентами. Зокрема, спочатку він класифікувався як складова зброї типу «зелений хрест 3», а згодом — як «жовтий хрест 1». Так, відомими сумішами із його використанням є:
- дихлорометиловий етер (18 %), етилдихлороарсин (37 %), етилдибромоарсин (45 %);
- дихлорометиловий етер (20 %), етилдихлороарсин (80 %).

## Фізичні властивості
Етилдихлороарсин — це безбарвна рухлива рідина, що має гострий, а у малих концентраціях фруктовий запах. Він добре розчиняється в органічних розчинниках: бензені, ацетоні, циклогексані, діетиловому етері. Розчиняючись у воді, зазнає гідролізу.
Леткість етилдихлороарсину — 6,5 мг/м³ при 0 °C; 20,0 мг/м³ при 20 °C; 27,200 мг/м³ при 25 °C.

## Отримання

### Історичні методи
Вперше етилдихлороарсин був синтезований за реакцією між діетилртуттю та трихлороарсином:
{\displaystyle \mathrm {(C_{2}H_{5})_{2}Hg+2AsCl_{3}\longrightarrow 2C_{2}H_{5}AsCl_{2}+HgCl_{2}} }
У 1908 році був запропонований метод отримання при нагріванні у закритій ємності етиларсину і хлорувальних агентів на кшталт HgCl2, SnCl2 чи SbCl3:
{\displaystyle \mathrm {C_{2}H_{5}AsH_{2}+2HgCl_{2}\longrightarrow C_{2}H_{5}AsCl_{2}+2Hg+2HCl} }

### Лабораторний метод
Отримання у лабораторних умовах можливе шляхом реакції Маєра, взаємодією етилйодиду із арсенітом натрію, синтезованим in situ. Для цього в колбу місткістю близько 2 л вносять розчин гідроксиду натрію (60 г NaOH та 500 мл води), розчиняють 50 г оксиду As2O3, додають 100 г етилйодиду і підключають мішалку. Взаємодію проводять на водяній бані протягом 2 годин, поступово підвищуючи температуру до точки кипіння.
{\displaystyle \mathrm {As_{2}O_{3}+3NaOH\longrightarrow Na_{3}AsO_{3}+3H_{2}O} }
{\displaystyle \mathrm {Na_{3}AsO_{3}+3C_{2}H_{5}Cl\longrightarrow (C_{2}H_{5})Na_{2}AsO_{3}+NaCl} }
Отриманий розчин переносять у перегінну колбу та відділяють побічні продукти (етер і спирт), а також надлишкову кількість етилйодиду. Залишок у колбі обережно нейтралізують концентрованою сульфатною кислотою, після чого додають 90 г метилсульфату і на водяній бані відганяють метилйодид. Після додавання півлітра концентрованої хлоридної кислоти суміш швидко фільтрують і пропускають крізь фільтрат струмінь газуватого діоксиду сірки:
{\displaystyle \mathrm {(C_{2}H_{5})Na_{2}AsO_{3}+2HCl\longrightarrow (C_{2}H_{5})H_{2}AsO_{3}+2NaCl} }
{\displaystyle \mathrm {(C_{2}H_{5})H_{2}AsO_{3}+SO_{2}\longrightarrow H_{2}SO_{4}+C_{2}H_{5}As{=}O} }
{\displaystyle \mathrm {C_{2}H_{5}As{=}O+2HCl\longrightarrow C_{2}H_{5}AsCl_{2}+H_{2}O} }
Розчин набуває прозорості, а на дні збирається оліїста фракція етилдихлороарсину, котру відділяють ділильною воронкою і просушують над хлоридом кальцію, а згодом переганяють вакуум-дистиляцією. Вихід продукту становить 75—80 %

### Промислові методи
Більшість способів отримання етилдихлороарсину у промислових масштабах базуються на реакції між арсенітом натрію та етилйодидом. Також у період Другої світової війни був розроблений промисловий синтез, заснований на взаємодії тетраетилсвинцю і трихлороарсину:
{\displaystyle \mathrm {(C_{2}H_{5})_{4}Pb+AsCl_{3}\longrightarrow C_{2}H_{5}AsCl_{2}+(C_{2}H_{5})_{2}PbCl_{2}} }
{\displaystyle \mathrm {(C_{2}H_{5})_{2}PbCl_{2}+AsCl_{3}\ {\xrightarrow {100^{o}C}}\ C_{2}H_{5}AsCl_{2}+C_{2}H_{5}Cl+PbCl_{2}} }

## Хімічні властивості
За своїми хімічними властивостями етилдихлороарсин аналогічний до метил- і фенілдихлороарсинів. У воді етилдихлороарсин гідролізується до етилзаміщеного арсиноксиду — оліїстої рідини із часниковим запахом, але без токсичної дії на шкіру:
{\displaystyle \mathrm {C_{2}H_{5}AsCl_{2}+H_{2}O\longrightarrow C_{2}H_{5}As{=}O+2HCl} }
Він окиснюється в етиларсенатну кислоту під дією пероксиду водню та нітратної кислоти:
{\displaystyle \mathrm {C_{2}H_{5}AsCl_{2}+H_{2}O_{2}\longrightarrow (C_{2}H_{5})H_{2}AsO_{3}+2HCl+O} }
Атоми Хлору у молекулі можуть бути заміщені слабшим галогеном (у розчині ацетону):
{\displaystyle \mathrm {C_{2}H_{5}AsCl_{2}+2NaI\longrightarrow C_{2}H_{5}AsI_{2}+2NaCl} }
При дії сірководню утворюється етилсульфід:
{\displaystyle \mathrm {C_{2}H_{5}AsCl_{2}+H_{2}S\longrightarrow C_{2}H_{5}AsS+2HCl} }
Аналогічно до багатьох інших бойових отруйних речовин, етилдихлороарсин є нестійким до дії гіпохлоритів і розкладається при дії на нього як їхніх розчинів, так і суспензій.

## Токсичність
Етилдихлороарсин має подразнюючу дію на дихальні шляхи. При його вдиханні він діє як отруйна речовина задушливої дії та спричинює бронхопневмонію та набряк легень. Ураження відбувається при його концентрації у повітрі більше 0,05 мг/л (при 15-хвилинній дії), концентрація вище 0,2 мг/л може бути смертельною.
Шкірна дія етилдихлороарсину проявляється не так сильно, як у близькоспорідненого до нього люїзиту. Утворення пухирців на уражених ділянках шкіри відбувається без прихованого періоду. Порогова концентрація, при якій має місце подразнення шкіри, становить 0,1—0,5 мг/см², а утворення пухирців — 2 мг/см².